# アストリーア級防護巡洋艦
| アストーリア級防護巡洋艦                      | アストーリア級防護巡洋艦 |
| --------------------------------------------- | --- |
| 竣工当時の 「ハーマイオニー（HMS Hermione）」 | |
| 艦級概観                                      | |
| 艦種                                          | 二等防護巡洋艦 |
| 艦名                                          | |
| 前級                                          | アポロ級 |
| 次級                                          | エクリプス級 |
| 性能諸元                                      | |
| 排水量                                        | 常備：4,360トン |
| 全長                                          | 103.5m（339.5ft） |
| 垂線長                                        | 97.54m（-m） |
| 全幅                                          | 15.1m（49.5ft） |
| 吃水                                          | 5.8m（19.0ft） |
| 機関                                          | 形式不明石炭専焼円缶8基 +直立式3気筒3段膨張型レシプロ機関2基2軸推進                                                                                                  |
| 最大出力                                      | 強制通風：9,500hp 自然通風：7,500hp |
| 最大速力                                      | 強制通風：19.5ノット 自然通風：18.0ノット |
| 航続距離                                      | 10ノット/7,000海里 |
| 燃料                                          | 石炭：1,000トン |
| 乗員                                          | 318名 |
| 兵装                                          | アームストロング Mk VII 15.2cm（45口径）単装速射砲2基 12cm（-口径） 単装速射砲8基 5.7cm（40口径）単装速射砲10基 4.7cm（43口径）単装機砲1基 45cm水上魚雷発射管単装4門 |
| 装甲                                          | 甲板：51mm（最厚部） 主砲防盾：152mm（最厚部） 司令塔：76mm（最大厚）                                                                                                |

アストーリア級巡洋艦 (Astraea  class cruiser) は、イギリス海軍の防護巡洋艦。8隻が建造された。

## 概要

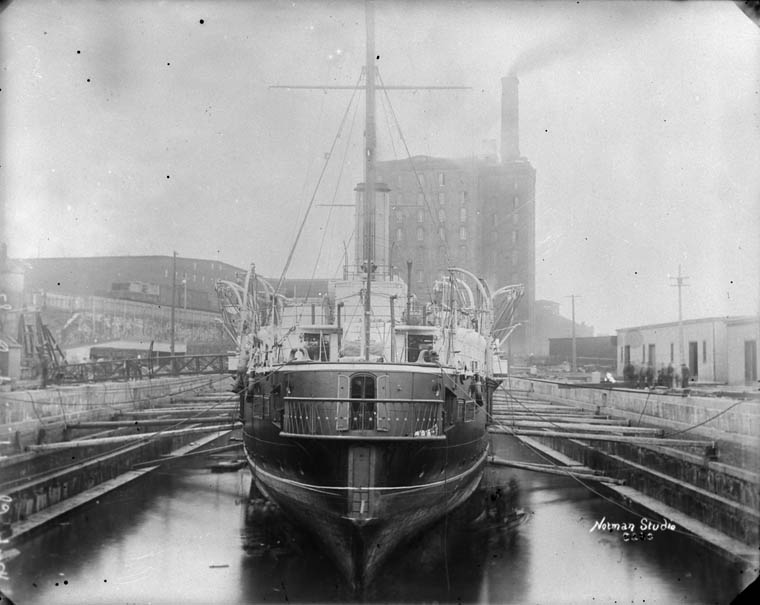
ドライドックで整備を受ける「カリブディス」。艦底部に張られた木材がよく分かる写真。

本級はイギリス海軍が自国の通商路保護と植民地警備を主任務とする一等巡洋艦として1889年度海軍計画において8隻が設計・建造されたクラスである。本級のタイプシップとして「アポロ級」で問題であった凌波性を改善すべく全通した平甲板型の船体形状を採用した。これにより排水量は約4,000トン台に大型化した。本級は艦底部を木材と銅板で被膜した事により、長期航海でも汚染に強くする工夫がされた。

## 艦形

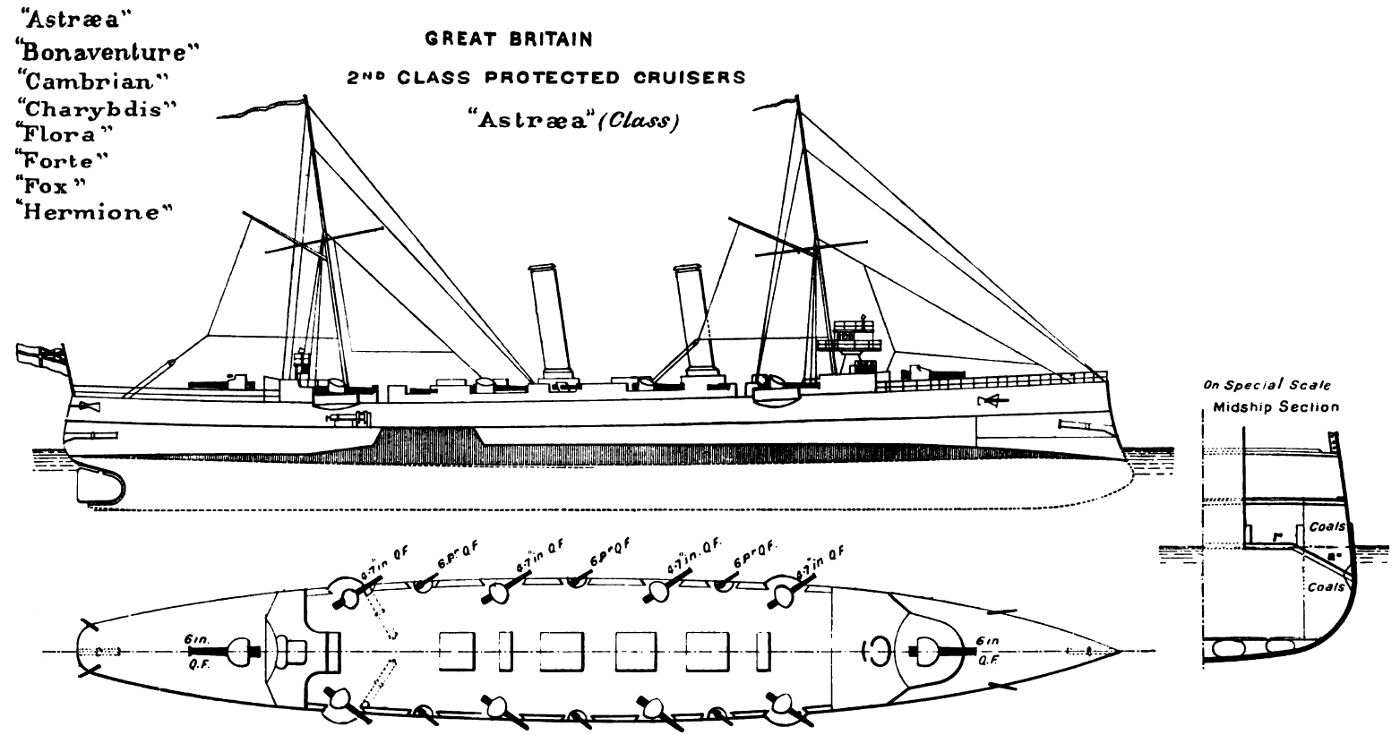
本級の武装・装甲配置を示した図。

船体は平甲板型船体である。水面下に衝角（ラムの付いた艦首から甲板上に15.2cm（45口径）速射砲を防盾の付いた単装砲架で1基配置した。その背後の司令塔の上に、両脇に船橋を持つ操舵艦橋と単脚式の前部マストが立つ。
船体中央部に2本煙突が立ち、その周囲は煙管型の通風筒が立ち並び、その外周は艦載艇置き場となっており、2本1組のボート・ダビッドが片舷3組ずつ計6組で運用された。舷側甲板上には副砲の12cm速射砲が防楯の付いた単装砲架で片舷4基を搭載したが、前後部の2か所にスポンソン（張り出し）を設けて首尾線方向への攻撃を可能にしていた。
と船体中央部にケースメイト配置で2基の片舷5基ずつ計10基を配置した。
2番煙突の後方に後部マストと後部艦橋が立ち、そこから甲板一段分下がって、後部甲板上に15.2cm砲を防盾の付いた単装砲架で1基配置した。この武装配置により艦首尾方向に最大で15.2cm砲1門・12cm砲2門、舷側方向に最大で15.2cm砲2門・12cm砲4門が指向できた。

## 同型艦
- アストリーア（Astraea）
- ボナヴェンチャー（Bonaventure）

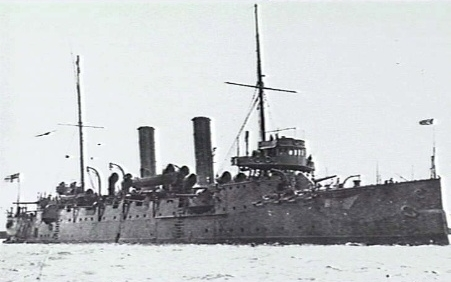
カンブリアン（Cambrian）
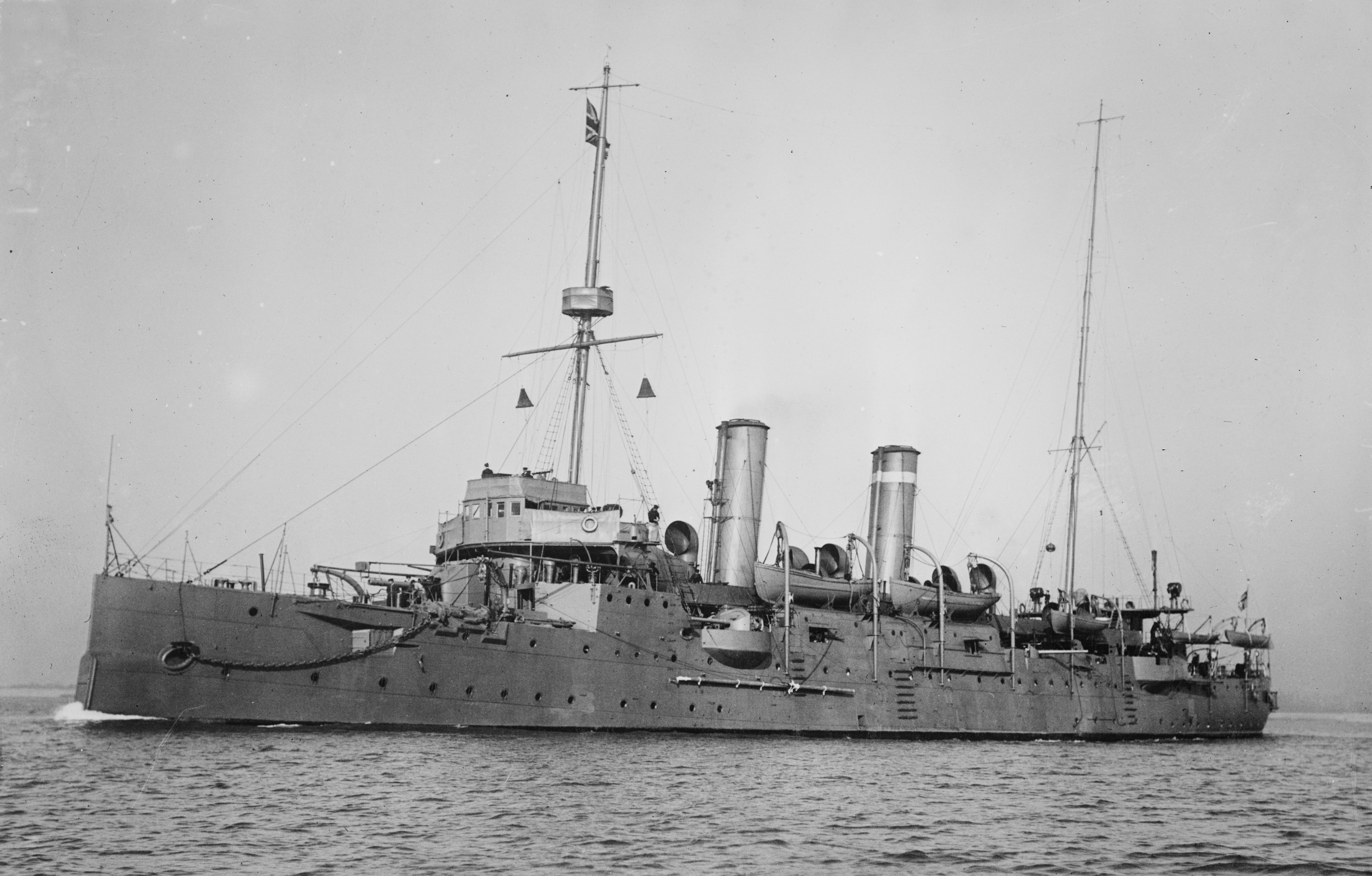
ボナヴェンチャー
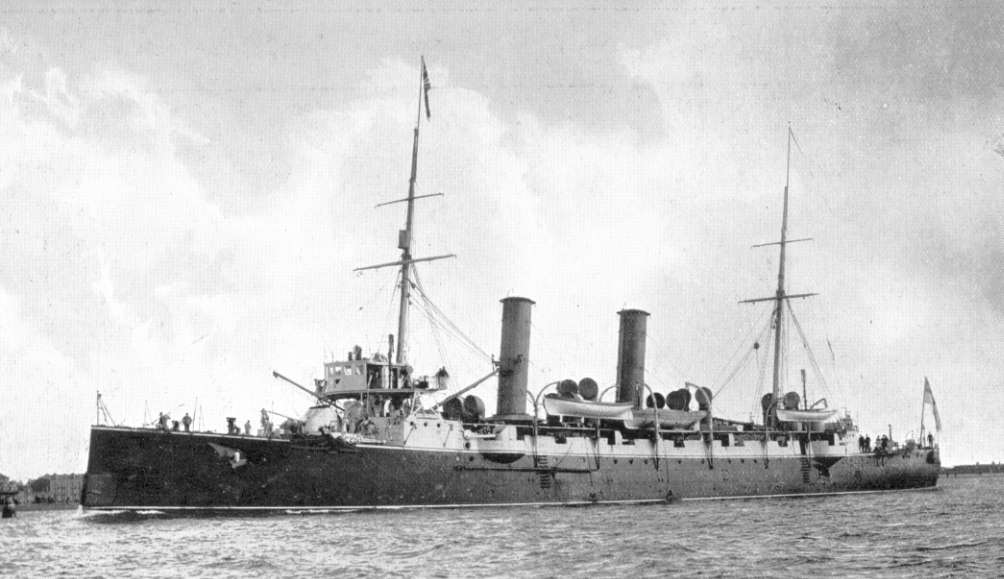
カリブディス（Charybdis）
- フローラ（Flora）
- フォート（Forte）
- フォックス（Fox）
- ハーマイオニー（Hermione）

- カンブリアン
- ボナヴェンチャー
- カリブディス

## 参考図書
- 「世界の艦船 1996年11月増刊　イギリス巡洋艦史」（海人社）
- 「Conway All The World's Fightingships 1860-1905」（Conway）
- 「Conway All The World's Fightingships 1906–1921」（Conway）